# 黔合耳菊
黔合耳菊（学名：Synotis guizhouensis）为菊科合耳菊属的植物，是中国的特有植物。分布在中国大陆的贵州等地，多生长在山坡林中，目前尚未由人工引种栽培。